# Frits van Eerd
Godefridus Franciscus Theodorus van Eerd (Veghel, 25 maart 1967) is een Nederlands ondernemer en voormalig autocoureur. Hij was van 2002 tot september 2022 algemeen directeur van Jumbo Groep Holding BV. Van Eerd werd in 2025 in eerste aanleg veroordeeld tot twee jaar cel voor omkoping, witwassen en valsheid in geschrifte.

## Opleiding en carrière
Van Eerd studeerde bedrijfskunde in Utrecht en in de Verenigde Staten. In 1992 trad hij in dienst bij Jumbo, het familiebedrijf dat werd opgericht door zijn vader, Karel van Eerd. Hij begon zijn loopbaan als productmanager van de broodafdeling en werd later supermarktmanager. In 1996 werd hij general manager bij Jumbo en in 2002 volgde zijn benoeming tot algemeen directeur.
Als algemeen directeur leidde van Eerd de uitbreiding van Jumbo, die onder andere werd gekenmerkt door strategische overnames. Onder zijn leiding werden Super de Boer en C1000 overgenomen, waardoor Jumbo zich vestigde als een van de grootste supermarktketens in Nederland. Van Eerd bleef algemeen directeur tot zijn terugtreden in 2022.

## Strafrechtelijk onderzoek en terugtreden bij Jumbo
In september 2022 werd van Eerd betrokken bij een grootschalig witwasonderzoek. De FIOD deed invallen in zijn woning en bij het hoofdkantoor van Jumbo in Veghel. De FIOD trof 448 duizend euro in contanten aan, onder meer verstopt in een plastic zak in een koelkast in met name geldbriefjes van vijfhonderd euro. Van Eerd werd gearresteerd en vijf dagen verhoord.
De rechtszaak tegen hem begon in september 2024. Hij werd ervan verdacht dat hij zich liet omkopen, valse facturen uitschreef en zich bezighield met ‘gewoontewitwassen’; het veelvuldig witwassen dat het een gewoonte werd. De mondelinge behandeling van de strafzaak ving aan op 23 juni 2025. Van Eerd voerde aan dat hij al het gevonden cashgeld legaal had verkregen. Het Openbaar Ministerie eiste een dag later twee jaar celstraf tegen van Eerd, waarvan acht maanden voorwaardelijk, voor witwassen, valsheid in geschrifte en het zich laten omkopen.
Van Eerd trad in verband met de strafzaak in september 2022 terug als algemeen directeur van Jumbo – vooreerst vooralsnog tijdelijk zolang het strafrechtelijk onderzoek zou duren, maar in maart 2023 werd zijn vertrek definitief met de benoeming van interim-CEO Ton van Veen tot vaste bestuursvoorzitter.
Hij werd op 7 augustus 2025 in eerste aanleg door de rechtbank veroordeeld tot twee jaar cel voor omkoping, witwassen en valsheid in geschrifte. De rechtbank stelde vast dat hij dure giften ontving van autohandelaar Theo E. in ruil voor sponsordeals met Jumbo. Van Eerd sjoemelde volgens de rechtbank met facturen en had ruim vier ton aan zwart geld in bezit. De rechtbank rekende hem zijn voorbeeldfunctie als topman van Jumbo zwaar aan.

## Autosport en nevenactiviteiten
Van Eerd was naast zijn zakelijke carrière actief in de autosport. Hij begon in 1993 met racen in de Formule Renault en werd in 1996 kampioen van de Benelux. Hij nam ook deel aan rally's, waaronder de Dakar-rally, en richtte in 2017 Racing Team Nederland op, dat deelnam aan de European Le Mans Series en de 24 uur van Le Mans. In 2019 won zijn team de 6 Hours of Fuji.
Daarnaast heeft van Eerd drie historische Supermarine Spitfire-gevechtsvliegtuigen laten restaureren, die regelmatig deelnemen aan demonstratievluchten in samenwerking met de Koninklijke Luchtmacht.